# Napoléon II, l'aiglon
Pour plus de détails, voir Fiche technique et Distribution.
Napoléon II, l'aiglon est un film français réalisé par Claude Boissol, sorti en 1961.
Le film raconte le destin tragique du fils de Napoléon Ier, empereur des français, Napoléon II, duc de Reichstadt, retenu jusqu'à sa mort, le 22 juillet 1832, dans le palais de Schönbrunn, à Vienne (Autriche).

## Synopsis
Paris, le 20 mars 1811. Du palais des Tuileries, cent un coups de canon annoncent au peuple parisien la naissance de François Charles Joseph Bonaparte, fils de l’empereur Napoléon Ier et de Marie-Louise d’Autriche. L’Empereur pleure de joie au chevet de sa seconde femme devant le berceau de leur fils tant désiré. La dynastie est enfin assurée et l’enfant devient « roi de Rome ». Ses premières années se passent sans souci aux Tuileries. En 1814, à la veille de la campagne de France, l’empereur Napoléon Ier met au point des manœuvres militaires sur une carte, car il a déclaré la guerre à l’Autriche, la Prusse et la Russie coalisées. Il a son fils à ses côtés, sans se douter qu’il ne le reverra plus jamais. Napoléon, vaincu, a dû abdiquer en faveur de son fils, reconnu par les autorités comme le nouvel empereur Napoléon II. Mais le petit roi de Rome ne régnera jamais. C’est Louis XVIII qui prendra sa place.
En 1815, laissant partir Napoléon, seul, en exil définitif à Sainte-Hélène, Marie-Louise emmène, avec elle, son fils à Vienne en Autriche. À la cour de son grand-père maternel, l’empereur François Ier d’Autriche, le jeune François, élevé en prince autrichien, devient duc de Reichstadt, en 1818. Et, tandis que le grand-père se montre pour lui très affectueux, sa mère, Marie-Louise, l’oublie très vite en le quittant pour aller vivre, en Italie à Parme, avec le comte Adam Albert de Neipperg. Et, alors que Napoléon, dans sa prison, évoque avec regret son lointain fils, celui-ci, loin de ses parents, conserve en son cœur le souvenir de son père auquel il a voué un véritable culte. Son entourage chargé de son éducation, dont le précepteur Moritz von Dietrichstein, en lui donnant des leçons d’histoire qui ne tiennent pas compte de l’épopée de son prisonnier de père, cherche par tous les moyens, sans en dire du mal, à ce qu'il l'oublie.
Devenu adolescent, Franz, comme l'appelle son grand-père, participe aux fêtes de la Cour, danse avec sa jeune tante l'archiduchesse Sophie de Bavière, et reçoit le commandement d'un régiment de chasseurs tyroliens. Cependant il est tenu éloigné de tout ce qui touche à la France, grâce à la vigilance du chancelier Klemens Wenzel von Metternich, son tuteur, ennemi juré de Napoléon Ier, qui ne le considère que comme un esprit superficiel et sans autre avenir que celui qu'il lui accordera. La révélation des relations amoureuses entre sa mère et Neipperg avant leur mariage, dont ils auront deux enfants, lui porte un choc et le confirme dans la vénération du souvenir de son père Napoléon mort en 1821.
Sur l'échiquier européen, le duc de Reischtadt est une personnalité à qui l'on songe comme souverain en Belgique ou en Pologne. En 1830, il reçoit la visite clandestine du général Charles-Tristan de Montholon (fidèle bonapartiste) qui lui apprend que l’on crie « Vive Napoléon II » dans les rues de Paris où de nombreux partisans sont prêts à aider « l’Aiglon » à regagner le trône de son père Napoléon Ier. Sa cousine la comtesse Camarata, fille d'Élisa Bonaparte, monte le scénario de son départ. Elle se rend à Vienne et cherche en vain à établir le contact avec son cousin le duc de Reischtadt. C’est un échec car le jeune homme craint un piège et se méfie tandis que Metternich, au courant de tout, annihile ces projets.
Dès lors, la santé de l'Aiglon va en déclinant. Son médecin le soigne pour le foie, tandis que Metternich ne veut pas entendre parler d'autre traitement. Et c’est finalement gagné par la tuberculose, que « le fils de l’Aigle » Napoléon II, l’Aiglon expire, à 21 ans, le 22 juillet 1832 au palais de Schönbrunn, à Vienne en Autriche. 

## Fiche technique
- Réalisateur : Claude Boissol
- Scénario : d'après l'ouvrage d'André Castelot
- Adaptation : Paul Andréota
- Dialogues :  Paul Andréota et André Castelot
- Photographie : Roger Fellous
- Musique : Paul Bonneau et Fred Freed
- Son : Louis Hochet
- Décors : Robert Guisgand et Wolf Witzemann
- Montage : Louis Devaivre
- Durée : 2h10
- Formats : Couleur
- Production : Les films Matignon
- Directeur de production : Georges Glass
- Distribution : Consortium Pathé
- Pays de production:  France
- Genre : Film historique
- Date de sortie : 
  - France : 1er novembre 1961
- Affiche : Vanni Tealdi (France)

## Distribution
- Bernard Verley : le duc de Reichstadt
- Jean-Pierre Cassel : Gustav von Neipperg
- René Dary : Dietrichstein
- Danièle Gaubert : Thérèse Pèche
- Jean Marais : le général Montholon
- Georges Marchal : le général Neipperg
- Liliane Patrick : la comtesse Camerata
- Jean-Marc Thibault : Napoléon Ier
- Paul Hubschmid : Prokesch
- Jacques Jouanneau : Esterhazy
- Marianne Koch : l'impératrice Marie-Louise
- Josef Meinrad : l'empereur François 1er d'Autriche
- Sabine Sinjen : l'archiduchesse Sophie
- Paul Cambo : l'ambassadeur de France
- Jean-Pascal Duffard : le duc à 7 ans
- François Maistre : Metternich
- Yves Bouquillion : le duc à 3 ans
- Jacques Fabbri : docteur Malfati
- Raymond Gérôme : Apponyi
- Anthony Stuart : lord Crowley, l'ambassadeur d'Angleterre
- Christian Méry
- Catherine Zago
- René Clermont
- Yvon Sarray
- Georges Greux

## Autour du film
- Pour son film, le cinéaste Claude Boissol ne chercha pas à faire une simple adaptation de L’Aiglon d’Edmond Rostand, écrit en 1900, mais à entreprendre une reconstitution historique fidèle à la réalité et traitée, avec les moyens du cinéma, en s'inspirant des recherches de l'historien André Castelot (1911-2004). Ce dernier, écrivain, journaliste, biographe et scénariste français d'origine belge, était l'auteur de plus de soixante-cinq biographies et études historiques sur les grandes figures de l'histoire, particulièrement celles des XVIe, XVIIIe et XIXe siècles. Sa biographie de Napoléon II était la première à utiliser les lettres découvertes dans une malle cachée dans un grenier viennois (8 000 lettres) et adressées à l'impératrice Marie-Louise, seconde épouse de Napoléon Ier et mère de « l'Aiglon ». Aux côtés de son complice et ami, l'écrivain Alain Decaux, André Castelot avait fondé et produit à partir d'octobre 1951 l'émission radiophonique La Tribune de l'Histoire, qui sera diffusée jusqu’en 1997. À la télévision sur la première chaîne de l' ORTF, les deux auteurs avaient également présenté, de 1956 à 1966, la série La caméra explore le temps, réalisée par Stellio Lorenzi, dont deux épisodes bonapartistes : en saison 2 (1958-1959) Le Véritable Aiglon (avec Claude Gensac dans le rôle de Marie-Louise) et en saison 4 (1960-1961) Le Drame de Saint-Hélène (avec Raymond Pellegrin dans le rôle de Napoléon 1er et François Maistre)
- Gilles Durieux, dans sa biographie de l’acteur Jean Marais, écrit : « Laissant reposer le personnage du Capitaine Fracasse, Jean Marais endossa ensuite, plus sagement, l’habit du général d’Empire Montholon1, émissaire de conspirateurs nostalgiques auprès du duc de Reichstadt, dit « L’Aiglon» : après la mort de l’empereur, le fils de Napoléon 1er et de Marie-Louise est « retenu » en Autriche et surveillé de près par le chancelier Metternich. C’était la troisième fois2 que le comédien participait à un film de Claude Boissol, metteur en scène de cette biographie3 filmée intitulée Napoléon II, l’Aiglon et réalisée sous l’autorité de l’historien André Castelot qui en signait les dialogues. Cette fois, le rôle attribué à Jean Marais était assez modeste. Reste l’intérêt d’un film qui donnait une de ses toutes premières chances à un jeune acteur, Bernard Verley, que l’on annonçait comme le nouveau Gérard Philipe.»

- Notes :
- 1. Jean Marais avait déjà en 1955 interprété le personnage de Montholon dans le Napoléon  de Sacha Guitry. Le désastre de la Bataille de Waterloo précipita le destin de Montholon qui décida de suivre Napoléon Ier à Sainte-Hélène. C'est lui qui ferma les yeux à l’Empereur en 1821. Exécuteur testamentaire de Napoléon Bonaparte, Montholon fut le plus récompensé de tous les compagnons d'exil de l'empereur déchu.
- 2. C'est en 1956 que Claude Boissol réalisa son premier film Toute la ville accuse, soutenu par Jean Marais qu'une amie lui avait présenté. Il continuera de collaborer avec l'acteur sur deux autres de ses films : Chaque jour a son secret (1958) et Napoléon II, l'aiglon (1961). Puis de 1961 à 1993 Boissol sera essentiellement scénariste et réalisateur de nombreux épisodes de séries télé et téléfilms.
- 3. Un film biographique, également connu dans le milieu du cinéma sous l'anglicisme « biopic » (contraction de « biographical motion picture »), est une œuvre cinématographique de fiction, centrée sur la description biographique d'un personnage principal qui a réellement existé. Les événements et l'environnement de son époque sont donc subordonnés à son récit.